# Тапти (река)
Та́пти, или Тапи (хинди ताप्ती; маратхи तापी; гудж. તાપી) — река в центральной Индии, берущая начало восточнее горного массива Сатпура близ города Бетул в штате Мадхья-Прадеш и текущая в западном направлении, отчасти параллельно реки Нармада. К бассейну реки относится также регион Кандеш в штате Махараштра. Длина реки составляет 720 км, из которых около 300 км являются судоходными. Тапти впадает в Камбейский залив Аравийского моря возле города Сурат в штате Гуджарат. Общая площадь бассейна Тапти составляет 77 800 км². Средний расход воды — 489 м³/с.